# Pomacentrus opisthostigma
Pomacentrus opisthostigma là một loài cá biển thuộc chi Pomacentrus trong họ Cá thia. Loài này được mô tả lần đầu tiên vào năm 1918.

## Từ nguyên
Từ định danh opisthostigma được ghép bởi hai âm tiết trong tiếng Latinh, là opisto ("phía sau") và stigma ("dấu vết"), hàm ý đề cập đến đốm đen lớn ở ngay sau vây lưng cá con.

## Phạm vi phân bố và môi trường sống
P. opisthostigma được ghi nhận tại Philippines và quần đảo D'Entrecasteaux (thuộc Papua New Guinea). P. opisthostigma sống tập trung gần các rạn san hô trong đầm phá ở độ sâu từ 6 đến 16 m.

## Mô tả
Chiều dài lớn nhất được ghi nhận ở P. opisthostigma là 6,5 cm.
Số gai ở vây lưng: 14; Số tia vây ở vây lưng: 13–14; Số gai ở vây hậu môn: 2; Số tia vây ở vây hậu môn: 15–16; Số gai ở vây bụng: 1; Số tia vây ở vây bụng: 5.

## Sinh thái học
Thức ăn của P. opisthostigma bao gồm tảo và các loài động vật phù du. Cá đực có tập tính bảo vệ và chăm sóc trứng.